# Conference Carolinas 2014 (pallavolo maschile)
La Conference Carolinas 2014 si è svolta dal 15 gennaio al 16 aprile 2014: al torneo hanno partecipato 8 squadre universitarie statunitensi e la vittoria finale è andata per la prima volta allo Erskine College.

## Regolamento
È prevista una stagione regolare che vede le otto formazioni impegnate nella conference affrontarsi due volte tra loro, per un totale di quattordici incontri ciascuna; parallelamente vengono disputati anche degli incontri extra-conference contro formazioni appartenenti ad altre conference o non affiliate ad alcuna di esse, dando vita a due classifiche separate una relativa alla Conference Carolinas ed una totale.
- Le prime sei classificate nella classifica della Conference Carolinas accedono al torneo di conference, dove vengono accoppiate col metodo della serpentina e affrontano quarti di finale (dai quali sono esonerate le prime due classificate), semifinali e finale in gara secca;
- La squadra vincitrice del torneo di conference, in virtù della vittoria, ottiene automaticamente il diritto di partecipare alla Final 6 NCAA, mentre le formazioni uscite sconfitte possono essere ripescate sulla base della classifica totale, che assegna attraverso un bye gli ultimi due posti disponibili in Final 6.

## Squadre partecipanti
| Club                    | Città       | Impianto                       | Stagione precedente                          |
| ----------------------- | ----------- | ------------------------------ | -------------------------------------------- |
| Barton Bulldogs         | Wilson      | Wilson Gymnasium Wilson        | 9ª in Conference Carolinas                   |
| Belmont Abbey Crusaders | Belmont     | Wheeler Center Belmont         | 6ª in Conference Carolinas, Quarti di finale |
| Erskine Flying Fleet    | Due West    | Belk Arena Due West            | 4ª in Conference Carolinas, Quarti di finale |
| King Tornado            | Bristol     | Student Center Complex Bristol | 6ª in Conference Carolinas                   |
| Lees-McRae Bobcats      | Banner Elk  | Williams Gymnasium Banner Elk  | 3ª in Conference Carolinas, Semifinali       |
| Limestone Saints        | Gaffney     | Timken Center Gaffney          | 4ª in Conference Carolinas, Finale           |
| Mount Olive Trojans     | Mount Olive | Kornegay Arena Mount Olive     | 1ª in Conference Carolinas, Semifinali       |
| Pfeiffer Falcons        | Misenheimer | Merner Gym Misenheimer         | 2ª in Conference Carolinas, Vincitrice       |

## Campionato

### Regular season

#### Classifica
| Pos. | Squadra       | Conference | Conference | Conference | Conference | Overall | Overall | Overall | Overall |
| Pos. | Squadra       | Pt.        | G          | V          | P          | Pt.     | G       | V       | P       |
| ---- | ------------- | ---------- | ---------- | ---------- | ---------- | ------- | ------- | ------- | ------- |
| 1.   | Erskine       | .857       | 14         | 12         | 2          | .750    | 28      | 21      | 7       |
| 2.   | Mount Olive   | .714       | 14         | 10         | 4          | .556    | 27      | 15      | 12      |
| 2.   | Pfeiffer      | .714       | 14         | 10         | 4          | .520    | 25      | 13      | 12      |
| 4.   | Limestone     | .571       | 14         | 8          | 6          | .571    | 28      | 16      | 12      |
| 5.   | Barton        | .500       | 14         | 7          | 7          | .414    | 29      | 12      | 17      |
| 6.   | Lees-McRae    | .286       | 14         | 4          | 10         | .429    | 28      | 12      | 16      |
| 6.   | King          | .286       | 14         | 4          | 10         | .333    | 27      | 9       | 18      |
| 8.   | Belmont Abbey | .071       | 14         | 1          | 13         | .100    | 30      | 3       | 27      |

| Al torneo di Conference |

### Torneo di Conference
|  | Quarti di finale | Quarti di finale | Quarti di finale |             |             | Semifinali | Semifinali | Semifinali |  |  | Finale | Finale  | Finale |
|  |                  |                  |                  |             |             |            |            |            |  |  |        |         |        |
|  |                  |                  |                  |             |             |            |            |            |  |  |        |         |        |
|  |                  |                  |                  |             |             |            |            |            |  |  |        |         |        |
|  |                  | 1                | Erskine          | 3           |             |            |            |            |  |  |        |         |        |
|  |                  |                  |                  | 3           |             |            |            |            |  |  |        |         |        |
|  |                  | 5                | Barton           | 0           |             |            |            |            |  |  |        |         |        |
|  | 4                | 5                | Barton           | 0           | Limestone   | 0          |            |            |  |  |        |         |        |
|  | 4                |                  |                  |             | Limestone   | 0          |            |            |  |  |        |         |        |
|  | 5                | Barton           | 3                |             |             |            |            |            |  |  |        |         |        |
|  |                  |                  |                  |             |             |            |            |            |  |  | 1      | Erskine | 3      |
|  |                  |                  | 3                | Mount Olive | 0           |            |            |            |  |  |        |         |        |
|  |                  |                  |                  |             |             |            |            |            |  |  |        |         |        |
|  |                  |                  |                  |             |             |            |            |            |  |  |        |         |        |
|  |                  | 2                | Pfeiffer         | 1           |             |            |            |            |  |  |        |         |        |
|  |                  |                  |                  | 1           |             |            |            |            |  |  |        |         |        |
|  |                  | 3                | Mount Olive      | 3           |             |            |            |            |  |  |        |         |        |
|  | 3                | 3                | Mount Olive      | 3           | Mount Olive | 3          |            |            |  |  |        |         |        |
|  | 3                |                  |                  |             | Mount Olive | 3          |            |            |  |  |        |         |        |
|  | 6                | Lees-McRae       | 1                |             |             |            |            |            |  |  |        |         |        |

## Premi individuali
| Premio                               | Giocatrice       | Squadra     |
| ------------------------------------ | ---------------- | ----------- |
| MVP                                  | Michael Michelau | Erskine     |
| All-Tournament Team                  | Sonny Hirini     | Pfeiffer    |
| All-Tournament Team                  | Michael McMahon  | Barton      |
| All-Tournament Team                  | Corey Marks      | Erskine     |
| All-Tournament Team                  | Angel Dache      | Mount Olive |
| All-Tournament Team                  | Omar Meléndez    | Erskine     |
| All-Tournament Team                  | Steven Cruse     | Mount Olive |
| Player of the Year                   | Angel Dache      | Mount Olive |
| Defensive player of the Year         | Michael McMahon  | Barton      |
| Freshman of the Year                 | Roberto Pérez    | Erskine     |
| Coach of the Year                    | Jeff Lennox      | Barton      |
| All-Conference Carolinas First Team  | Angel Dache      | Mount Olive |
| All-Conference Carolinas First Team  | Michael Michelau | Erskine     |
| All-Conference Carolinas First Team  | Sonny Hirini     | Pfeiffer    |
| All-Conference Carolinas First Team  | Brady Markle     | Lees-McRae  |
| All-Conference Carolinas First Team  | Zach McCalla     | Barton      |
| All-Conference Carolinas First Team  | David Specian    | Pfeiffer    |
| All-Conference Carolinas First Team  | Michael McMahon  | Barton      |
| All-Conference Carolinas Second Team | Fabio Diniz      | Pfeiffer    |
| All-Conference Carolinas Second Team | Eric Zaun        | Limestone   |
| All-Conference Carolinas Second Team | Matt Harpenau    | Lees-McRae  |
| All-Conference Carolinas Second Team | Roberto Pérez    | Erskine     |
| All-Conference Carolinas Second Team | Mike Kawa        | Erskine     |
| All-Conference Carolinas Second Team | Corey Marks      | Erskine     |
| All-Conference Carolinas Second Team | Efrain Negron    | Lees-McRae  |
| All-Conference Carolinas Third Team  | Michael Brewer   | Pfeiffer    |
| All-Conference Carolinas Third Team  | Nick Serowski    | King        |
| All-Conference Carolinas Third Team  | Garrett Dimm     | Mount Olive |
| All-Conference Carolinas Third Team  | Jon Schaefer     | Limestone   |
| All-Conference Carolinas Third Team  | Joel Muhlbach    | Limestone   |
| All-Conference Carolinas Third Team  | Quaid Marin      | Mount Olive |
| All-Conference Carolinas Third Team  | Michael Schneck  | Erskine     |

## Verdetti
| Squadra | Qualificazione  |
| ------- | --------------- |
| Erskine | NCAA Division I |